# Eupithecia usurpata
Eupithecia usurpata là một loài bướm đêm trong họ Geometridae.